# Johannes Erwini
Johannes Erwini (* 15. Jahrhundert in Ratingen; † 20. Oktober 1518) war Generalvikar in Köln.
Der in Ratingen geborene Erwini wurde 1472 Pfarrer an St. Maria in Köln-Pesch und 1485 an St. Maria Ablass. Seit 1501 Rektor der Universität in Köln und Kölner Domherr, vertrat er 1504 und 1508 die Generalvikare, bis er schließlich am 6. April 1511 selbst zum Generalvikar ernannt wurde. Als solcher fungierte er unter den Kölner Erzbischöfen Philipp II. von Daun und Hermann V. von Wied. Seit 1485 war Erwini auch Kanoniker an St. Ursula (Köln).